# Pugio
Il pugio o, italianizzato,  pugione è un piccolo coltello-pugnale utilizzato in epoca antica dai soldati romani come arma. Sembra probabile che il pugio venisse utilizzato come arma ausiliaria o arma di riserva oltre a trovare molti altri impieghi come coltello. I funzionari dell'impero presero l'abitudine di indossare pugi decorati nello svolgimento dei loro uffici oltre a nasconderli sotto le vesti quali difesa contro gli imprevisti. Il pugio era un'arma comunemente utilizzata negli assassini e nei suicidi, per esempio, i cospiratori pugnalarono Giulio Cesare utilizzando dei pugi.

## Utilizzo
Come il gladio, il pugio è stato una delle armi preferite dai Romani.

## Etimologia
La parola pūgiō, -ōnis discende dalla radice indoeuropea *pewǵ (scritta anche *peug), «colpire», successivamente «pungere»; ci sono collegamenti in greco antico: πύξ?, pýx ("col pugno") e probabilmente anche con l'area germanica (protogermanico *funkstiz, da cui tedesco Faust e inglese fist).

## Tarda età repubblicana
Il primo reperto archeologico di pugio in dotazione al legionario romano, risalirebbe all'assedio di Numanzia del 133 a.C., mentre non sarebbe menzionato da Polibio nella descrizione che fa dell'esercito romano di poco prima dell'inizio della seconda guerra punica. L'adozione di quest'arma avvenne, pertanto, nel periodo compreso tra il 218 a.C. ed il 133 a.C.
Originariamente, il pugnale aveva una grossa lama a forma di foglia di 18–28 cm di lunghezza e di 5 cm o più di larghezza. Il filo della lama si estendeva per tutta la lunghezza di ogni bordo; la faccia della lama poteva essere liscia o percorsa da una scanalatura su entrambi i lati. Il codolo era inizialmente ampio e piatto, e il manico era inchiodato su di esso.
Secondo i dizionari latini, il termine pugio appare per la prima volta nell'epoca tardo repubblicana: lo cita Marco Tullio Cicerone, con riferimento al pugnale utilizzato da Marco Giunio Bruto per pugnalare Giulio Cesare. 
Svetonio conferma che tutti i cospiratori utilizzarono il pugio in quella occasione. Nelle pagine di Cicerone il pugio sembra essere stata l'arma preferita negli assassinii di persone di alto rango e nei suicidi, perché era facile da nascondere nelle pieghe dei vestiti.

## Prima età imperiale

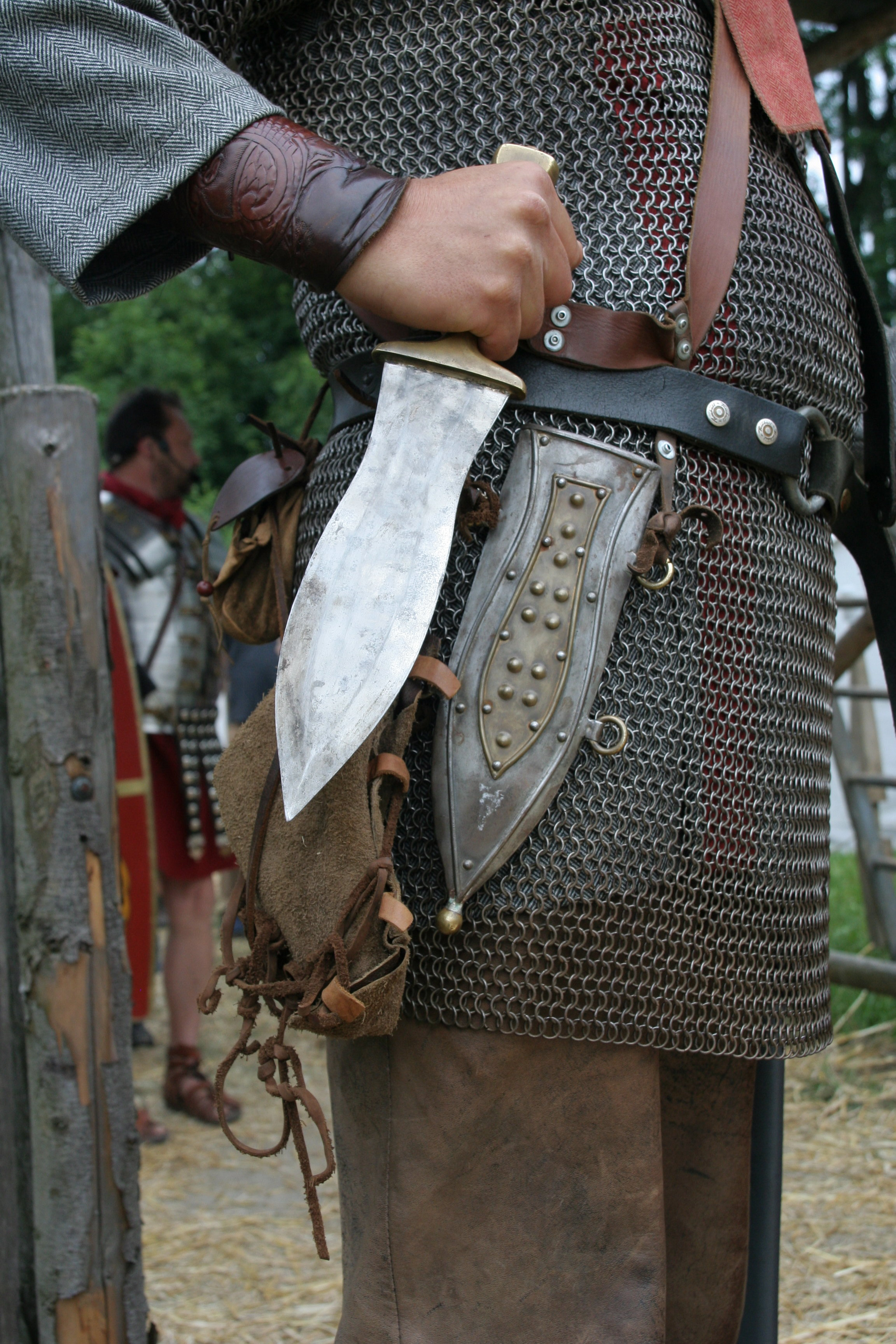
Ricostruzione di un pugio: soldato romano del 175, da una provincia nordica

Come per le altre attrezzature del legionario il pugnale ha subìto alcune modifiche nel corso del I secolo d.C. Nella prima metà del I secolo d.C. fu introdotto un codolo a verga, e l'elsa non era più rivettata alla base della lama. Questi cambiamenti di per sé non causarono grandi cambiamenti estetici, ma ne diminuirono la resistenza. Quest'ultimo dato parrebbe essere provato dal ritrovamento di due pugi da due siti diversi, ambedue con impugnature sostituite, una di esse da un'elsa di una spada.
I riferimenti al pugio sono più comuni in letteratura dell'impero, in particolare da Tacito e Svetonio. Tacito scrive che Gneo Domizio Corbulone aveva fatto giustiziare un soldato perché non indossava una spada mentre scavava una trincea e un altro perché indossava solo un pugio mentre compiva la stessa attività. Questo non vuol dire che il pugio fosse portato da tutti i militari, infatti uno studio delle lapidi figurate mostra che alcuni soldati non portavano il pugio. Non è noto se quest'arma fosse opzionale o se fosse data in dotazione solo ad alcuni soldati. Una tavoletta dello stesso periodo indica che anche alcuni cavalieri portavano il pugio.
Indossare un pugio divenne una consuetudine tra dignitari e alti funzionari, gli imperatori lo portavano per simboleggiare il potere di vita e di morte. L'imperatore Vitellio tentò di rassegnare le dimissioni offrendo il suo pugnale al console Primo, ma la guardia pretoriana glielo impedì costringendolo a ridepositare il pugio imperiale nel tempio della Concordia. Tacito ci riferisce anche che il centurione Sempronio Denso della Guardia Pretoriana usò un pugio per cercare di salvare Lucio Calpurnio Pisone Liciniano.